# 李维安
李维安（1957年1月24日—），山東青岛人，天津财经大学校长，教授，博士生导师。

## 生平
南开大学和日本一桥大学联合培养经济学博士，日本庆应义塾大学商学（管理）博士。现任天津财经大学校长, 历任东北财经大学校长、南开大学现代管理研究所教授、南开大学商学院院长、现代管理研究所所长，南开大学MBA中心主任，《南开管理评论》主编。全国首批文科长江学者特聘教授，教育部人文社会科学重点研究基地南开大学公司治理研究中心主任，兼任国务院管理学科评议组成员、国家教育部工商管理教学指导委员会委员、全国MBA教学指导委员会委员、国家自然科学基金委评审委员、中国企业管理研究会常务副理事长、天津市管理学会会长等学术职务，并兼任或曾兼任国内外18所大学的兼职教授、博士生导师或研究员、教育部社科重大攻关项目首席专家，享受政府特殊津贴。先后主持国家自然科学基金、国家社会科学基金、国家软科学项目基金、教育部重大攻关项目等二十余项国家级纵向课题和与大型企业合作的横向课题，并先后承担多项国际合作项目。

## 著作
李维安长期从事公司治理与企业集团管理、网络组织理论研究。近年来出版《社会主义股份经济探索》、《股份制的安定性研究》、《中国的公司治理研究》（日文）等多部专著。

## 奖项
研究成果先后获得第十届孙冶方经济科学著作奖、第二届蒋一苇企业改革与发展学术基金优秀著作奖、教育部第三届高校青年教师奖、教育部第三届中国高校人文社会科学优秀成果一等奖、宝钢全国优秀教师奖、天津市第八届优秀社会科学成果特等奖、天津市优秀教学成果一等奖等多项奖励与荣誉称号。